# アレクサンドル・マルクンツォフ
アレクサンドル・マルクンツォフ（ロシア語: Александр Маркунцев、1982年2月21日 - ）は、ロシア出身の男性フィギュアスケート選手。パートナーは川口悠子など。

## 経歴
ロシアのサンクトペテルブルクに生まれ、5歳のころにスケートを始めた。のちにヴァレンチーナ・ラズスカゾワとペアを結成し、1997-1998年シーズンのISUジュニアグランプリに初参戦し、JGPウクライナ記念に出場。ショートプログラムで3位につけていたものの、フリースケーティングを棄権した。翌1998-1999年シーズン、JGPサン・ジェルヴェに出場し4位に終わり、ペアは解散する。
1999年より川口悠子とペアを結成し、日本所属となった。2000-2001年シーズンから再びISUジュニアグランプリに参戦を果たし、JGPメキシコ杯で優勝。JGPファイナルでは3位、2001年世界ジュニア選手権では、日本ペア史上初の銀メダルを獲得した。また、同シーズンにはシニアクラスの2001年四大陸選手権と2001年世界選手権にも出場を果たした。
2001-2002年シーズンより本格的にシニアに参戦。第71回全日本選手権で2年連続の優勝を果たし、四大陸選手権ならびに世界選手権へも3年連続で出場を果たしたが、2003年5月にペアは解散。

## 主な戦績
- 戦績は全て川口悠子とのペア。

| 大会/年            | 1999-00 | 2000-01 | 2001-02 | 2002-03 |
| ------------------ | ------- | ------- | ------- | ------- |
| 世界選手権         |         | 15      | 13      | 14      |
| 四大陸選手権       |         | 8       | 9       | 7       |
| 全日本選手権       |         |         | 1       | 1       |
| GPスケートアメリカ |         |         | 6       | 5       |
| GPエリック杯       |         |         | 6       |         |
| GPNHK杯            |         |         | 棄権    | 5       |
| 世界Jr.選手権      |         | 2       |         |         |
| 全日本Jr.選手権    | 1       |         |         |         |
| JGPファイナル      |         | 3       |         |         |
| JGPハルビン        |         | 3       |         |         |
| JGPメキシコ杯      |         | 1       |         |         |

### 主な競技会の詳細
| 2002-2003 シーズン     |                                                      |    |    |      |
| 開催日                 | 大会名                                               | SP | FS | 結果 |
| 2003年3月24日-30日     | 2003年世界フィギュアスケート選手権（ワシントンD.C.） | 12 | 14 | 14   |
| 2003年2月10日-16日     | 2003年四大陸フィギュアスケート選手権（北京）         | 6  | 7  | 7    |
| 2002年12月19日-22日    | 第71回全日本フィギュアスケート選手権（京都）         | 1  | 1  | 1    |
| 2002年11月28日-12月1日 | ISUグランプリシリーズ NHK杯（京都）                  | 6  | 5  | 5    |
| 2002年10月23日-27日    | ISUグランプリシリーズ スケートアメリカ（スポケーン） | 5  | 5  | 5    |
| 2001-2002 シーズン     |                                                      |    |    |      |
| 開催日                 | 大会名                                               | SP | FS | 結果 |
| 2001年12月21日-23日    | 第70回全日本フィギュアスケート選手権（大阪）         | 1  | 1  | 1    |